# HMS Loyal London (1666)
HMS Loyal London – angielski XVII-wieczny trzypokładowy okręt liniowy I rangi.

## Historia
Okręt został zbudowany w czasie trwania drugiej wojny angielsko-holenderskiej, która wybuchła w 1665 roku i prawie od razu wziął w niej udział.
Niecałe dwa miesiące od wodowania "Loyal London" zmierzył się z flotą holenderską w bitwie pod North Foreland. "Loyal London" był w niej flagowym okrętem dowodzącego angielską ariergardą admirała Jeremiaha Smitha (eskadra "niebieska"). Mimo iż dwudniowa bitwa skończyła się ostatecznie zwycięstwem Anglików, ich ariergarda została pokonana przez zręcznie dowodzoną przez wiceadmirała Trompa ariergardę holenderską. Oddzielony, wskutek śmiałego manewru Holendrów, od reszty angielskiej floty, "Loyal London" poniósł poważne straty w ludziach (w tym 147 zabitych) i musiał być odholowany do portu już po pierwszym dniu bitwy.
Rok później, w dniach 22-24 czerwca (w Anglii: 12-14 czerwca - obowiązywał wtedy kalendarz juliański), kiedy flota holenderska pod dowództwem admirała de Ruytera zaatakowała Anglików na rzece Medway, "Loyal London", podobnie jak inne okręty Royal Navy znajdował się w porcie w Chatham. Zaskoczeni nagłym atakiem, Anglicy ulegli panice. Załogi porzuciły bez walki swoje statki, zatopiwszy je przedtem na płytkiej wodzie w porcie, aby nie dostały się w ręce Holendrów. Wraki zostały następnie podpalone przez holenderskie brandery. Taki los spotkał też "Loyal London".
Częściowo zniszczony "Loyal London" został następnie wydobyty i całkowicie odbudowany jako nowy okręt. Ponieważ bogaci londyńscy kupcy odmówili udziału w ponoszeniu kosztów przebudowy zniszczonego okrętu, jego nazwę zmieniono na "London".